# Karl-Heinz Adler
Pour les articles homonymes, voir Adler.
Karl-Heinz Adler (né le 20 juin 1927 à Remtengrün, mort le 4 novembre 2018 à Dresde) est un peintre et sculpteur allemand.

## Biographie
Issu d'une famille modeste, il apprend de 1941 à 1944 le métier de dessinateur de patrons et commence ses études à l'école nationale supérieure de l'industrie textile de Plauen en tant qu'élève de Walther Löbering. De 1947 à 1953, il étudie à l'université des arts de Berlin auprès d'Arthur Degner et à l'école supérieure des beaux-arts de Dresde auprès de Wilhelm Rudolph et Hans Grundig. En 1953, il obtient son diplôme à Dresde et devient membre de l'association des artistes visuels de la RDA.
Deux ans plus tard, Adler commence à enseigner et à faire des recherches dans le domaine de l'architecture et de la sculpture à l'université technique de Dresde. En 1957, il visite la poterie de Vallauris et Pablo Picasso. En 1957 et 1958, il crée les premiers groupes de collage constructifs et créatifs basés sur le principe de la superposition d'éléments géométriques en série tels que des carrés, des triangles, des demi-cercles et des quarts de cercle. De 1961 à 1966, Adler est directeur artistique des arts visuels à la Zentralhaus für Kulturarbeit der DDR.

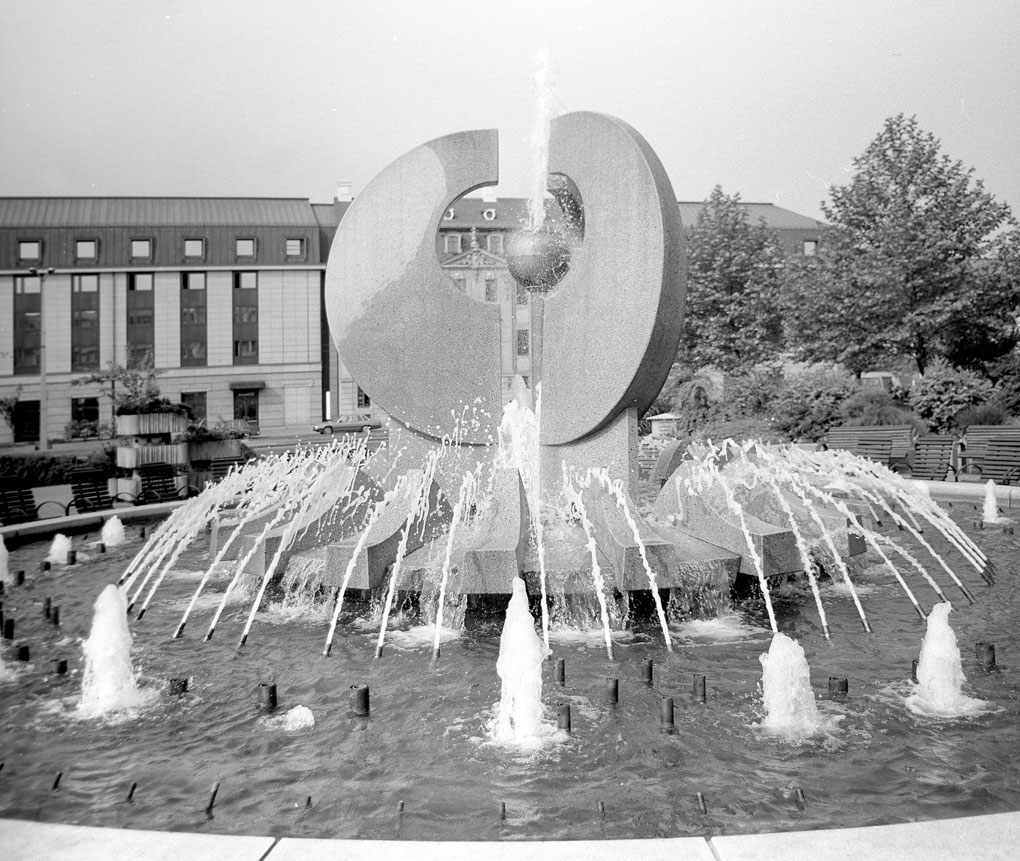
Westlicher Brunnen, Dresde.

À partir de 1968, avec Friedrich Kracht, il développe le système de blocs de béton ainsi que des systèmes en série pour les façades, les fontaines et les aires de jeux. La fabrication industrielle commence en 1970. Il se voit offrir un poste de professeur invité à l'Académie des beaux-arts de Düsseldorf en 1979, mais l'état est-allemand la lui retire. En 1982, Adler a sa première exposition personnelle à la Galerie Mitte à Dresde. En 1984, il expose à la Malmö Konsthall. De 1988 à 1995, il devient professeur invité à l'Académie des beaux-arts de Düsseldorf.
Par l'intermédiaire de son épouse, l'historienne de l'art Ingrid Adler, qui avec des conférences, des publications et des expositions soutient les artistes concrets de la RDA, comme Manfred Luther et Wilhelm Müller, une relation amicale étroite naît et se manifeste dans des expositions conjointes.
Comme membre de la Deutscher Künstlerbund, il participe aux expositions annuelles de 1992 et 1993.
Karl-Heinz Adler fit un premier mariage avec Maria Adler-Krafft. Leur fille, Leonora Adler, née en 1953, sera dessinatrice.

## Distinctions
- Croix d'officier de l'ordre du Mérite